# Nattpappan
Nattpappan är en barnbok från 1968 av den svenska författaren Maria Gripe med illustrationer av Harald Gripe.
Nattpappan handlar om en flicka som har fått en barnvakt nattetid eftersom hennes ensamstående mamma arbetar som nattsköterska på lasarettet i en liten svensk stad. Flickan anser sig dock vara stor då hon börjat gå i skolan och vill i början inte alls ha någon barnvakt, men mamman anlitar en ung man som kallar sig "nattpappa" (i motsats till en dagmamma). Nattpappan håller på att skriva en bok om stenar och har också med sig en uggla som heter Smuggel. Flickans riktiga namn får läsaren inte veta, men hon ger nattpappan tillåtelse att kalla henne Julia. Efter hand blir de mycket goda vänner och bestämmer sig för att skriva en bok tillsammans. De båda skriver vartannat kapitel i vilka de berättar om olika händelser och upplevelser tillsammans.
Nattpappan sändes ursprungligen våren 1968 i radioprogrammet Småbarnskvarten. Enligt förlaget riktar boken sig till pojkar och flickor i åldern 7–11 år. Den har översatts till danska, engelska (Storbritannien och USA), finska, franska, nederländska, norska, spanska och tyska.
De båda huvudpersonerna återkommer senare i böckerna Julias hus och nattpappan (1971) och Elvis Karlsson (1972). Böckerna Nattpappan och Julias hus och nattpappan kom även att ligga till grund för Stellan Olssons TV-serie Julia och nattpappan (1971).
Enligt Ying Toijer-Nilsson anknyter Nattpappan till de angrepp på kärnfamiljen som inleddes av Barbro Backberger 1965. Detta genom att framställa enföräldersfamiljen som en positiv lösning. I boken uttalar också Julia sin misstänksamhet mot pappor: "dom bestämmer för mycket".